# April 2025
Dit artikel geeft een chronologisch overzicht van de belangrijkste gebeurtenissen per dag in de maand april van het jaar 2025.

## Gebeurtenissen

### 3 april
- Op de Dam in Amsterdam ontploft een auto voor het Nationaal Monument. De bestuurder van de auto komt om het leven. De politie gaat uit van opzet.[1]

### 8 april
- Het dak van een nachtclub in Santo Domingo stort in, waarbij 232 mensen het leven verliezen.

### 13 april
- In Osaka begint Expo 2025, de 36e universele wereldtentoonstelling. Het evenement duurt tot en met 13 oktober.

### 21 april
- Paus Franciscus overlijdt op tweede paasdag. De vorige dag was hij, ondanks zijn broze gezondheid, nog aanwezig bij de paaszegen Urbi et Orbi en sprak hij een paar zegenende woorden uit.

### 26 april
- Een zware explosie in de haven van Bandar Abbas in Iran eist meer dan 70 levens.
- Bij een aanslag in de Canadese stad Vancouver komen elf mensen om het leven.[2]
- Koningsdag werd dit jaar op zaterdag 26 april gevierd.
- Paus Franciscus werd begraven in de basiliek van Santa Maria Maggiore in Rome.

### 28 april
- In grote delen van Spanje en Portugal en kleinere delen van Frankrijk heeft men te maken met een stroomstoring. Miljoenen mensen worden getroffen met grote problemen tot gevolg.[3]

## Overleden
← · januari · februari · maart · april · mei · juni · juli · augustus · september · oktober · november · december ·  →